# Giey-sur-Aujon
Giey-sur-Aujon är en kommun i departementet Haute-Marne i regionen Grand Est (tidigare regionen Champagne-Ardenne) i nordöstra Frankrike. Kommunen ligger i kantonen Arc-en-Barrois som tillhör arrondissementet Chaumont. År 2022 hade Giey-sur-Aujon 145 invånare.

## Befolkningsutveckling
Antalet invånare i kommunen Giey-sur-Aujon
| Referens: INSEE |